# Coeligena conradii
El inca verde (Coeligena conradii) es una especie de ave apodiforme de la familia Trochilidae (los colibríes) perteneciente al numeroso género Coeligena, hasta recientemente (2022) considerada una subespecie del inca acollarado (Coeligena torquata). Es nativa de regiones andinas del noreste de Colombia y noroeste de Venezuela. 

## Distribución y hábitat
Se distribuye a lo largo de la cordillera de los Andes del noroeste de Venezuela (Trujillo hasta el norte de Táchira) y en los Andes orientales del norte de Colombia en Norte de Santander.
Esta especie es considerada bastante común en sus hábitats naturales: del sotobosque al bajo dosel del bosque nuboso húmedo montano y sus bordes arbustivos, principalmente entre 1800 y 3000 m de altitud, algunas veces más bajo hasta los 1500 m. Ecológicamente es substituido por el inca bronceado (Coeligena coeligena) a menores altitudes y en selvas más húmedas, aunque ambas especies pueden ocurrir en simpatría.

## Sistemática

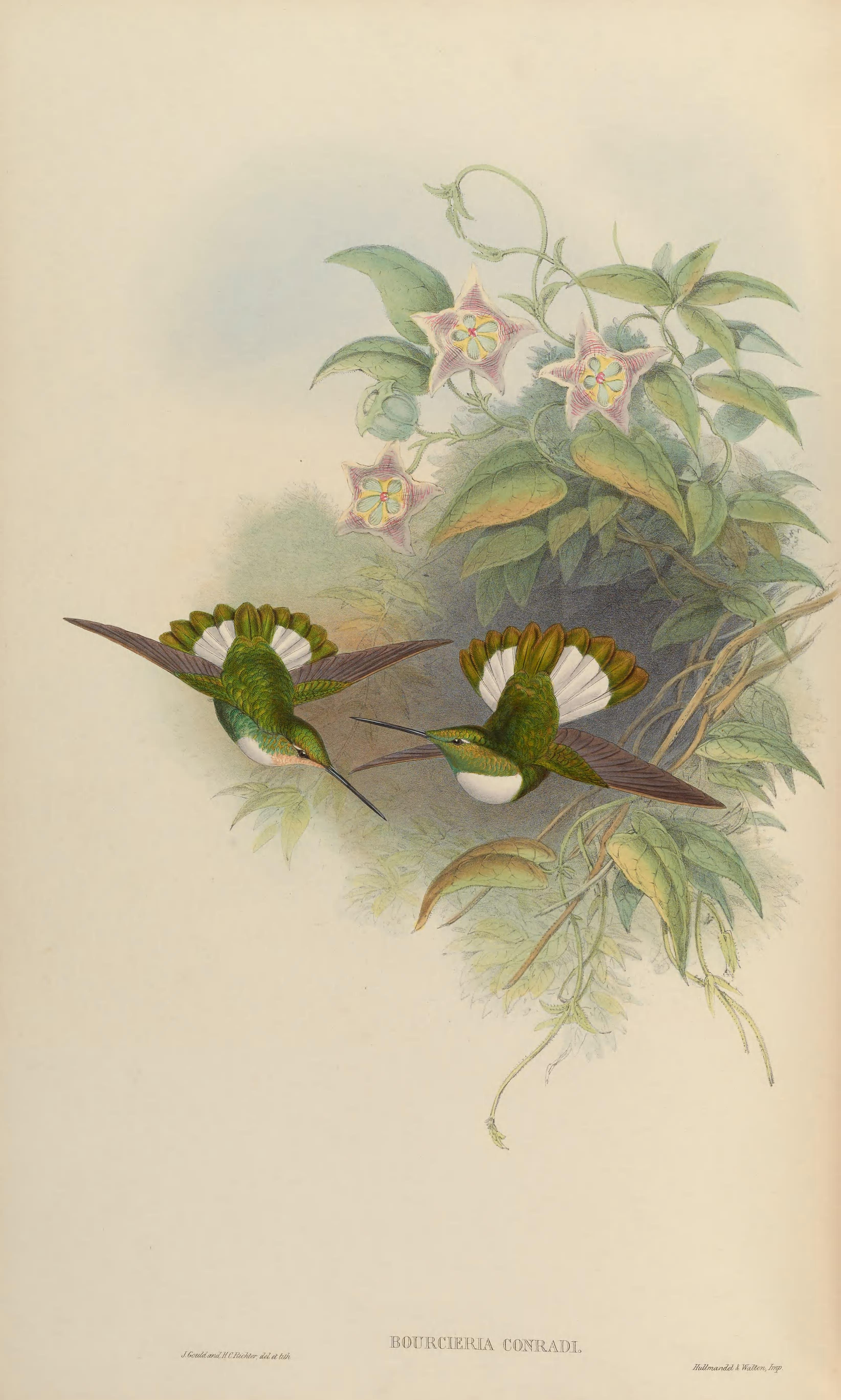
Bourcieria conradi, ilustración de Gould y Richter en A monograph of the Trochilidae, or family of humming-birds 4, 1861.

### Descripción original
La especie C. conradii fue descrita por primera vez por el ornitólogo francés Jules Bourcier en 1847 bajo el nombre científico Trochilus conradii; su localidad tipo es: «vecindad de Caracas».

### Etimología
El nombre genérico femenino «Coeligena» deriva del nombre específico Ornismya coeligena cuyo epíteto proviene del latín moderno «coeligenus» que significa ‘celestial’, ‘nacido en el cielo’; y el nombre de la especie «conradii», conmemora al horticulturista británico Conrad Loddiges, Jr. (1821–1865).

### Taxonomía
La presente especie fue tradicionalmente tratada como una subespecie del inca acollarado (Coeligena torquata), pero fue elevada por algunos autores a especie plena con base en significativas diferencias de plumaje, lo que fue posteriormente seguido por las principales clasificaciones.